# هاوزن (فرانکن علیا)
هاوزن (به آلمانی: Hausen) یک شهر در آلمان است که در فورشایم واقع شده‌است. هاوزن ۳٬۷۰۲ نفر جمعیت دارد.